# Tata Aria
Pour les articles homonymes, voir Aria (homonymie).
Le Tata Aria est un SUV fabriqué par Tata Motors. Il est basé sur le concept Tata Xover présenté au Salon international de l'automobile de Genève 2006. Le Tata Aria était également une série de concept-cars présentée par Tata Motors au Salon de l'automobile de Genève en 2000, il fut remplacé par le Tata Hexa avec l'extérieur et l'intérieur révisés, qui est livrée avec un moteur diesel Varicor 400 de 2,2 litres avec l'option d'une transmission manuelle et automatique.

## Caractéristiques
Le Tata Aria est une combinaison entre un monospace, une berline et un SUV.
Tata Motors a conçu l'Aria en collaboration avec sa filiale Jaguar-Land Rover, il est conçu pour cibler à la fois les marchés indiens et internationaux, le véhicule répond aux normes de sécurité européennes.

## Concept-cars Tata Aria

### Tata Aria
En 2000, un coupé cabriolet à deux places, appelé Tata Aria a été présenté par Tata Motors au Auto Expo de 2000. Cette voiture est construite sur la même plate-forme que la Tata Indica, et il a été proposé d'être propulsée par un moteur de 140 cv.

### Tata Aria Roadster
Cette voiture est construite sur le concept Tata Aria. La Tata Aria Roadster a été proposé pour être propulsé par un moteur à essence de 1,6 litre à 2,0 litres et a été conçu en Italie.

## Galeries

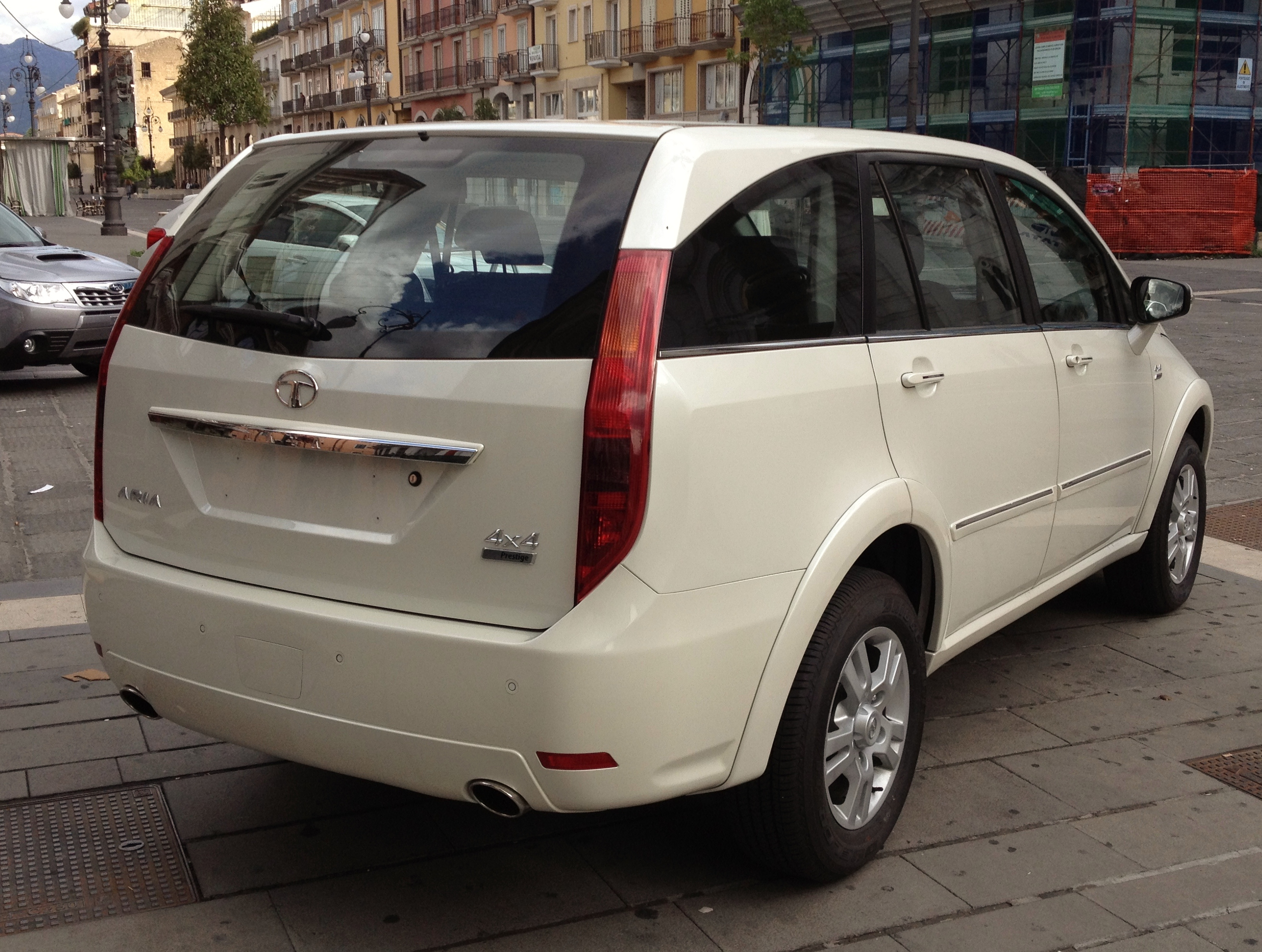
Tata Aria vue arrière.
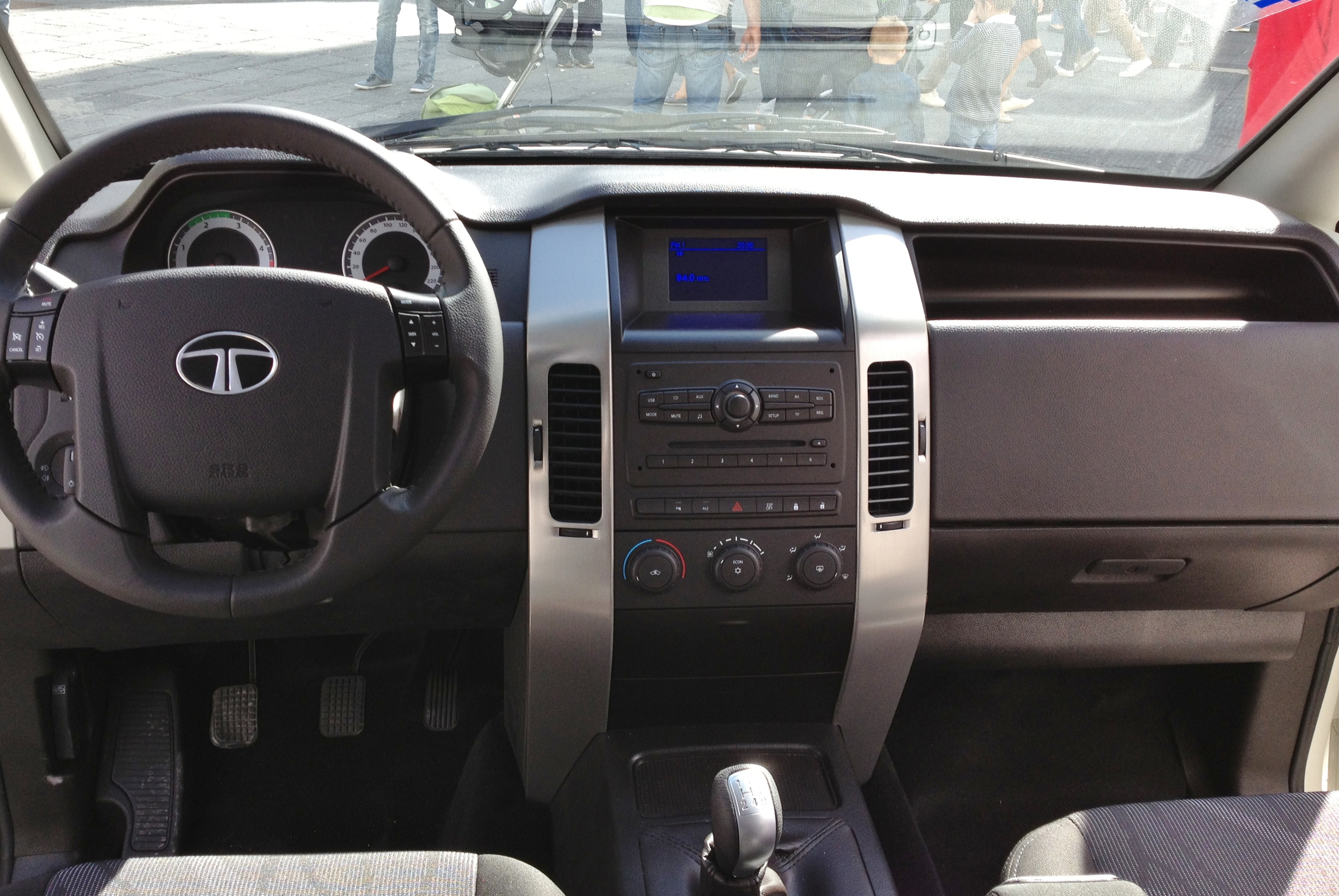
Intérieur de l'Aria.

## Voir également
- Tata Hexa
- Tata Xover